# Автошлях B36 (Німеччина)
Федеральний автошлях 36 (B36, нім. Bundesstraße 36)  — федеральна дорога в Німеччині, у Баден-Вюртемберзі, яка проходить у напрямку північ-південь майже паралельно Рейну, B3 і A5 через Верхньорейнську рівнину.
Спочатку він вів від B37 у Мангеймі через Карлсруе, Раштат і Кель до Лара. Через декілька знижень з 2016 року він курсує з Мангейма до Шветцингена та з Грабен-Нойдорфа до Раштата.
Оригінальний B36 носить назву «Badische Spargelstraße».